# Spencer Haywood
Spencer Haywood (ur. 22 kwietnia 1949 w Silver City) – amerykański koszykarz, występujący na pozycji skrzydłowego, mistrz olimpijski (1968) oraz NBA (1980). 
Jako nastolatek, w 1964 roku przeprowadził się wraz z rodziną do Detroit, gdzie z biegiem lat rozpoczął edukację oraz występy w liceum Pershinga. W 1967 poprowadził swoją drużynę do mistrzostwa stanu.
W kolejnym sezonie reprezentował już barwy Trinidad State Junior College w Trinidad Kolorado, gdzie notował średnio 28,2 punktu oraz 22,1 zbiórki. Mimo iż uczelnia nie należała do prestiżowych zrobiło się o nim głośno, a jego wyczyny nie pozostały bez echa. Był klasyfikowany w gronie najlepszych graczy akademickich w kraju, co zapewniło mu miejsce w kadrze narodowej na igrzyska w Meksyku, skąd przywiózł później złoty medal. Uzyskiwał wtedy 16,1 punktu, przy rekordowej skuteczności 71,9%. 
Po powrocie z olimpiady zmienił uczelnię na bardziej liczącą się pod względem koszykówki, University of Detroit. W sezonie 1968-69 został liderem NCAA w zbiórkach, ze średnią 22,1. Jako strzelec zdobywał 32,1 punktu. Po tak udanym sezonie zdecydował się przystąpić do draftu NBA, ale zgodnie z przepisami ligi do naboru nie mogli stawiać się zawodnicy przedterminowi, którzy nie ukończyli jeszcze studiów. W związku z powyższym Haywood rozpoczął swoją zawodową karierę w konkurencyjnej lidze ABA, w drużynie Denver Rockets. 
W debiutanckim sezonie Haywood został liderem ligi pod względem punktów (30) oraz zbiórek (19,5). Zdobył tytuły debiutanta roku, MVP sezonu oraz spotkania All-Star. Został też zaliczony do składu najlepszych zawodników oraz debiutantów ligi. 
Haywood nadal nie mógł występować w NBA, w związku z czym złożył pozew przeciwko lidze. Powoływał się na fakt, iż pochodzi z wielodzietnej rodziny, a NBA uniemożliwia mu zarabianie pieniędzy adekwatnych do jego talentu, oraz zmiany statusu życiowego swoich najbliższych. W trakcie trwania rozprawy przepisy ligowe udało się sprytnie ominąć drużynie Seattle SuperSonics. Spowodowało to protesty zarówno klubów, kibiców, jak i samych zawodników, którzy powtarzali jak mantrę, że ten zawodnik gra w lidze nielegalnie. W końcu w 1971 proces Haywooda dobiegł końca. Sąd przychylił się do jego argumentów i od tej pory do naboru mogli przystępować zgodnie z prawem, również zawodnicy przedterminowi, którzy nie ukończyli jeszcze studiów. W ten spektakularny sposób zaczęła się wielka kariera Haywooda w NBA.
Nagły przypływ olbrzymich pieniędzy spowodował, że Haywood zaczął z biegiem lat poświęcać coraz więcej czasu rozrywkom. Był olbrzymim talentem i nadal grał świetnie, jednak w jego życiu pojawiły się używki w postaci narkotyków. Pod koniec lat siedemdziesiątych Haywood uzależnił się od kokainy. Z biegiem lat stan ten się pogłębiał, a forma spadała, aż w końcu trener Paul Westhead usunął go z Lakers po pierwszym meczu finałów 1980 roku, z powodu zaśnięcia na jednym z treningów. Nieoficjalnie wiedziano o jego problemach, a on obiecywał ciągle poprawę, jednak w tamtym momencie miarka się przebrała. Kiedy liga dowiedziała się oficjalnie o problemie Haywooda nikt nie chciał go zatrudnić. Z tego powodu przeniósł się na jeden sezon do Włoch, gdzie miał odbudować swoją karierę w barwach zespołu Reyer Venezia Mestre, którego zawodnikiem był także inny, późniejszy członek Koszykarskiej Galerii Sław – Dražen Dalipagić. 
Po powrocie do ligi rozegrał jeszcze dwa sezony w Washington Bullets, po czym zakończył karierę sportową. Fachowcy stwierdzili, że gdyby nie jego uzależnienie mógłby on zdominować NBA, podobnie jak w swoim debiutanckim sezonie ABA.
Pięciokrotnie podczas występów w NBA kończył sezon zasadniczy z double-double na koncie, w kategorii punktów oraz zbiórek. Po zakończeniu kariery został zaliczony do składu najlepszych zawodników w historii ligi ABA (ABA's All-Time Team - 1997), a zespół Seattle SuperSonics zastrzegł jego numer.

## Osiągnięcia

### NCAA
- Wybrany do I składu All-American (1969)[6]
- Lider NCAA w zbiórkach (1969)[7]

### ABA
- MVP:
  - sezonu ABA (1970)[8]
  - meczu gwiazd ABA (1970)[8]
- Uczestnik meczu gwiazd ABA (1970)[9]
- Debiutant Roku ABA (1970)[8]
- Zaliczony do:
  - I składu:
    - debiutantów ABA (1970)[9]
    - ABA (1970)[8]

  - składu najlepszych zawodników w historii ligi ABA (ABA's All-Time Team - 1997)[10]
- Lider:
  - sezonu zasadniczego w średniej:
    - punktów (1970)[9]
    - zbiórek (1970)[9]

  - play-off w średniej zbiórek (1970)[11]

#### Rekordy ABA
- Rekordzista ABA w:
  - liczbie punktów (2519) uzyskanych w trakcie pojedynczego sezonu (1969/70) przez debiutanta
  - średniej punktów:
    - (30) uzyskanej w trakcie pojedynczego sezonu (1969/70) przez debiutanta
    - (36,7) uzyskanej w trakcie pojedynczego sezonu (1970) przez debiutanta w fazie play-off

  - liczbie zbiórek:
    - (1637) uzyskanych w trakcie pojedynczego sezonu (1969/70)[12]
    - (1637) uzyskanych w trakcie pojedynczego sezonu przez debiutanta (1969/70)

  - średniej zbiórek:
    - (19,49) uzyskanych w trakcie pojedynczego sezonu (1969/70)[13]
    - (19,49) uzyskanych w trakcie pojedynczego sezonu przez debiutanta (1969/70)

  - liczbie celnych rzutów z gry:
    - (986) uzyskanych w trakcie pojedynczego sezonu (1969/70)[14]
    - (986) uzyskanych w trakcie pojedynczego sezonu przez debiutanta (1969/70)

### NBA
- Mistrz NBA (1980)[15]
- Uczestnik meczu gwiazd:
  - NBA (1972–1975)[16]
  - Legend NBA (1987, 1989, 1990, 1992, 1993)[17]
- Wybrany do:
  - I składu NBA (1972–1973)[18]
  - II składu NBA (1974–1975)[18]
- Klub Seattle SuperSonics zastrzegł należący do niego w numer 24[19]
- Lider play-off w skuteczności rzutów wolnych (1978 - wspólnie ze Dave'em Twardzikiem)[20]

### Kadra
- Mistrz olimpijski (1968)[2]
- Lider igrzysk olimpijskich w skuteczności rzutów z gry (1968)[21]

### Inne
- Wybrany do Koszykarskiej Galerii Sław im. Jamesa Naismitha (2015)[22]